# Rolf Nordhagen (physicien)
Pour l’article homonyme, voir Rolf Nordhagen.
Rolf Nordhagen (2 août 1927 - 1er juillet 2013) est un physicien et informaticien norvégien,. 

## Biographie
Rolf Nordhagen est né à Bergen, en Norvège. Il est fils du botaniste réputé Rolf Nordhagen (1894-1979) et frère de l'historien de l'art Per Jonas Nordhagen. Il obtient son doctorat à Liverpool en 1958 ; il est professeur assistant en physique nucléaire à l'université d'Oslo entre 1970 et 1974. Il devient ensuite le directeur universitaire du "EDB" (technologie de l'information) de 1974 à 1986 avant d'être embauché comme professeur d'informatique en 1986,.
Nordhagen a été impliqué dans le développement et la reconstruction du réseau universitaire norvégien UNINETT ainsi que du réseau universitaire nordique NORDUnet. Rolf Nordhagen a été honoré à titre posthume par son admission au Temple de la renommée d'Internet en 2014,.

## Autres sources
- Rolf Nordhagen, The Roots of Nordic Networking.